# 坂本慶介
坂本 慶介（さかもと けいすけ、1991年1月20日 - ）は、日本の俳優。千葉県出身。旧芸名は坂本 恵介（読み同じ）。

## 出演

### テレビドラマ
- 大河ドラマ「風林火山」（2007年、NHK） - 松平元信（後の徳川家康） 役
- ベネッセミュージック「イーハトーブ〜幻想音楽紀行〜」（2007年、CS） - 主人公の高校生 役
- 仮面ライダーディケイド（2009年、テレビ朝日） - 坂田健児 役
- 月曜ゴールデン「見えない貌 イソベン・里村タマミの事件簿」（2010年、TBSテレビ） - 永沢彰 役
- ムチャブリ！わたしが社長になるなんて（2022年1月12日 - 、日本テレビ） - 伊藤孝志 役[1][2]
- 0.5の男（2023年5月 - 6月、WOWOW） - ペーさん 役

### 舞台
- 雨に笑えば〜smill'n in the Rain〜（2007年）
- CHANBARA FEVER 〜八戸より愛を込めて〜（2007年）
- 神話、夜の果ての（2024年）[3]
- 花と龍（2025年）[4]
- スリー・キングダムス Three Kingdoms（2025年公演予定）[5]

### CM
- EXILE「BALLAD BEST」（2008年）

### 広告
- 読むナビ 君と読みたい（2012年）

### 雑誌
- 2nd フレッドアステア特集（2012年）